# Gosplán
El Comité Estatal de Planificación de la Unión Soviética (en ruso: Госуда́рственный пла́новый комите́т, abreviado como Gosplán, en ruso; Госпла́н) era el comité estatal encargado de la planificación económica en la Unión Soviética. Una de sus principales tareas era la elaboración de los planes quinquenales.

## Historia

### Década de 1920
La organización fue creada el 22 de febrero de 1921 por un decreto del Consejo de Comisarios del Pueblo de la RSFS de Rusia bajo la denominación de Comité Estatal de Planificación de la RSFSR. El prototipo de su trabajo fue el Plan GOELRO, "para desarrollar un plan económico nacional unificado sobre la base del plan de electrificación aprobado por el VIII Congreso de los Sóviets y para el seguimiento general de la implementación de este plan". Con la creación de la Unión de Repúblicas Socialistas Soviéticas en 1922, el 13 de julio de 1923 fue establecido el Comité Estatal de Planificación de la Unión Soviética, dependiente del Consejo de Trabajo y Defensa. La abreviatura Gosplán comenzó a estar en uso desde ese año.  
Inicialmente el Gosplán tenía un papel consultivo; su tarea era coordinar los planes de las Repúblicas de la URSS y la creación de un plan común de la Unión. Desde 1925 el Gosplán comenzó a crear planes económicos comunes, conocidos bajo el nombre de números de control. Su trabajo estaba coordinado con el Directorio Estadístico Central de la URSS, el Comisariado del Pueblo para las Finanzas y el Consejo de Economía Estatal de la Unión, y más tarde con el Gosbank y el Gossnab. En sus inicios, el Comité Estatal de Planificación de la Unión Soviética se dedicaba a analizar el estado de la economía, y compilar informes sobre ciertos problemas, como por ejemplo, la restauración y desarrollo de algunas regiones mineras de carbón. El desarrollo de un plan económico unificado para el país comenzó con la emisión de cifras de control anual y directivas para el periodo de 1925-1926 , que fijaron pautas para todos los sectores de la economía. 
Al principio, el aparato del Comité Estatal de Planificación contaba solo con 40 economistas, ingenieros y demás personal, mientras que en 1930 ya tenía alrededor de 300 empleados, y en 1925 se creó una red de organizaciones de planificación subordinadas al Comité Estatal de Planificación en toda la Unión Soviética. El Comité Estatal de Planificación combinó principalmente las funciones tanto del máximo organismo experto en economía como del centro de coordinación científica. 

El trabajo del Comité Estatal de Planificación de la URSS en la década de 1920 está ilustrado por V. V. Kabanov en su libro: 
"Tomemos el fondo del Comité Estatal de Planificación de la Unión Soviética, almacenado en la RGAE . Supongamos que estamos interesados en material sobre agricultura a mediados de los años 20. ¿Dónde buscarlo? 
Se puede establecer que el complejo incluirá documentos formados como resultado de las actividades del Presídium de el Comité Estatal de Planificación, la sección agrícola, así como todas las demás secciones, cuyo trabajo, en un grado u otro, entró en contacto con temas agrícolas. En primer lugar, podemos destacar la sección económica y estadística, que realizó trabajos preparatorios para elaborar un plan a largo plazo para el desarrollo de la economía nacional, estudió los temas de metodología para compilar el balance de granos y forrajes, productividad, precios de los cereales, presupuestos campesinos, etc. Los materiales de las secciones de comercio interior y exterior. Cuestiones de ingeniería mecánica para la agricultura revelan los documentos de la sección industrial. Materiales de la sección agrícola, que preparó el tema para su consideración en el presídium de el Comité Estatal de Planificación, sin falta pasó la etapa de discusión en todas las secciones interesadas. Una discusión preliminar del tema tuvo lugar en el presídium de la sección agrícola y luego, después de la aprobación, sus resultados fueron sometidos a la consideración del presídium de el Comité Estatal de Planificación.

Así, el primer conjunto temático de documentos sobre un tema en particular se formó primero a nivel de la sección agrícola y se concentró como parte de los apéndices de las actas de la reunión del presídium de la sección agrícola. Luego, en su forma final, con la adición de la composición de materiales, las conclusiones de los comisariados y departamentos del pueblo, se forma un conjunto de documentos como parte de los anexos a las actas del presídium del Comité Estatal de Planificación."
La estructura del Comité Estatal de Planificación antes de la llegada de Nikolái Voznesenski como director constaba de siete secciones:  
1. Contabilidad y distribución de los recursos materiales y organización del trabajo;
2. Energía;
3. Agricultura;
4. Industria;
5. Transporte;
6. Comercio exterior y concesiones;
7. Zonificación

En 1927, se les agregó el sector de defensa del Comité Estatal de Planificación.

### Industrialización de la Unión Soviética
Bajo el liderazgo del Comité de Planificación Estatal, se implementaron programas a gran escala para la industrialización de la Unión Soviética, transformando la URSS de un país predominantemente agrario en una potencia industrial líder. 

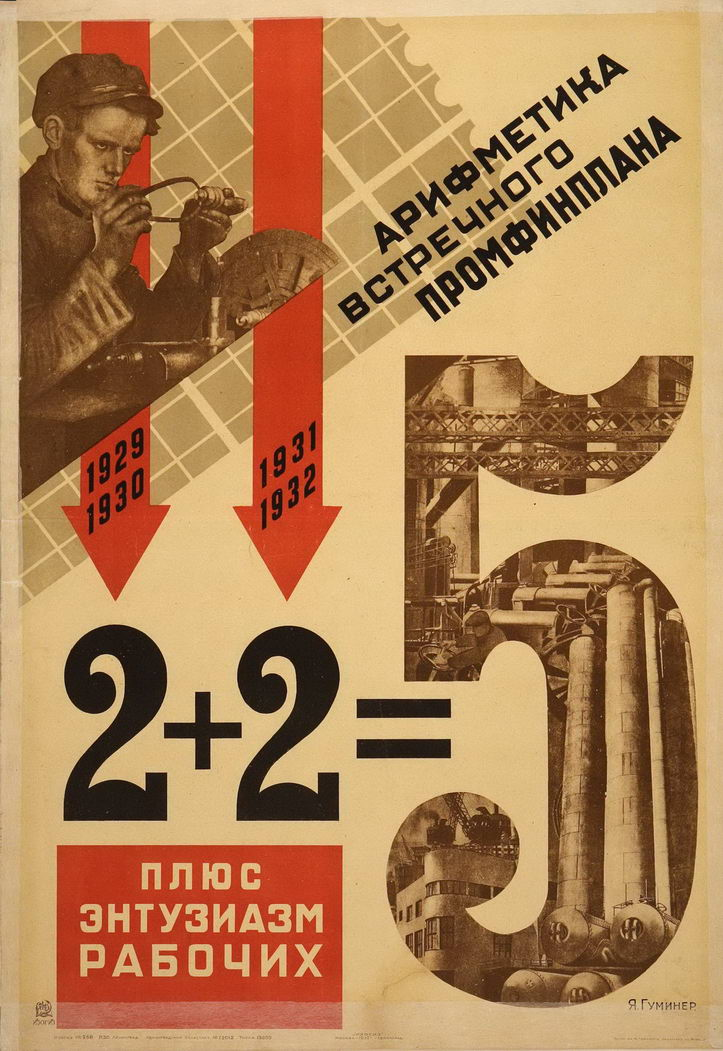
Póster de 1931 sobre el Primer Plan Quinquenal.

Con la introducción de los planes quinquenales en 1928 el Gosplán se convirtió en el responsable principal para su creación y supervisión, de acuerdo con los objetivos marcados por el Partido Comunista de la Unión Soviética. Según lo expresado: 
"Nuestros planes no son planes-pronósticos, ni planes-adivinanzas, sino planes-directivos, que son de obligado cumplimiento para los órganos de gobierno y que marcan el rumbo de nuestro desarrollo económico en el futuro a escala nacional." 

- Stalin, 3 de diciembre de 1927 
Durante el Primer Plan Quinquenal (1928-1932), se crearon 1,500 grandes empresas, de las que destacan plantas automotrices en Moscú (AZLK) y Nizhni Nóvgorod (GAZ), plantas metalúrgicas de Magnitogorsk y Kuznetsk, plantas de tractores en Stalingrado y Járkov. En 1930, el Directorio Estadístico fue fusionado con Gosplán, y el 3 de febrero de 1931 el Gosplán fue subordinado al Consejo de Comisarios del Pueblo de la URSS. 
Como resultado de la implementación del Segundo Plan Quinquenal para el desarrollo de la economía nacional de la URSS, se pusieron en funcionamiento 4,500 grandes empresas industriales estatales.

### Evacuación y movilización de la industria soviética durante la Gran Guerra Patria
El Decreto del Comité Estatal de Defensa de la Unión Soviética del 7 de agosto de 1941 n.º 421 "Sobre el procedimiento para establecer empresas evacuadas" asignó la tarea de garantizar la evacuación y movilización de la industria de la URSS al Comité Estatal de Planificación. En particular, se prestó especial atención al hecho de que, al ubicar las empresas evacuadas, se dio prioridad a las industrias de aviación, de municiones, a las armamentísticas, a la de tanques y vehículos blindados, de metalurgia ferrosa, no ferrosa, y la química. Los comisarios del pueblo recibieron instrucciones de coordinarse con el Comité Estatal de Planificación y con el Consejo de Evacuación de los puntos finales para la exportación a la parte trasera de las empresas y la organización de las industrias de duplicación.
Nikolái Voznesenski fue designado por el Comité de Defensa del Estado para implementar el plan de producción de municiones por parte de la industria,.
Entre julio y noviembre de 1941, más de 1,500 empresas industriales y 7,5 millones de personas -obreros, ingenieros, técnicos y otros especialistas- fueron evacuadas al este del país. La reubicación de empresas industriales se llevó a cabo en las regiones orientales de la RSFS de Rusia, así como en las repúblicas del sur del país; Kazajistán, Uzbekistán y Tayikistán.

### Posguerra
En 1945 inició el programa soviético de armas nucleares, para el cual se creó un comité especial para gestionar su trabajo, y al Comité Estatal de Planificación se le asignó un papel especial en las actividades de dicho comité especial. Asimismo, al Gosplán se le encomendó la tarea de abastecer a las organizaciones de la industria nuclear, y el director del Comité Estatal de Planificación, Voznesenski, fue designado responsable de su implementación.

En 1949, las agencias de seguridad del estado comenzaron a organizar la mayor serie de juicios políticos en el período de posguerra, el llamado "Caso de Leningrado" . El jefe del Gosplán, Voznesenski, sería acusado de ser una figura clave en una conspiración para derrocar al régimen soviético y separar a Rusia de la URSS, con sede en Leningrado. La adopción del Decreto del Consejo de Ministros de la Unión Soviética del 5 de marzo de 1949 “Sobre el Comité Estatal de Planificación de la URSS” y el Decreto del Politburó del 11 de septiembre de 1949 “Sobre los Numerosos Hechos de la Pérdida de Documentos Secretos en el Comité Estatal de Planificación de la URSS” resultó en una importante purga de personal en el aparato del Comité Estatal de Planificación de la URSS:
En abril de 1950, se revisó todo el personal principal de trabajadores responsables y técnicos, unas 1400 personas. 130 personas fueron despedidas, más de 40 fueron transferidos de la Comisión Estatal de Planificación para trabajar en otras organizaciones. Durante el año, el Gosplán contrató a 255 nuevos empleados. De los 12 diputados de Voznesenski, siete fueron destituidos, y solo uno fue arrestado en abril de 1950, y cuatro recibieron nuevos puestos de responsabilidad (lo que también atestigua la naturaleza predominantemente apolítica del "caso Gosplán"). Se ha actualizado en un tercio la composición de los jefes de departamentos y departamentos y sus suplentes. De los 133 jefes de sector, 35 fueron reemplazados.
El presidente de la Comisión Estatal de Planificación, Nikolái Voznesenski, fue destituido del Politburó, expulsado del Comité Central del Partido Comunista, y arrestado el 27 de octubre de 1949.
En mayo de 1955, el Gosplán fue dividido en dos comisiones: una de perspectivas de planificación y otra de planificación corriente. El trabajo de esta última estaba basado en planes quinquenales diseñados por el Gosplán, que se planificaban para cada 10-15 años. El 24 de noviembre de 1962, el Comité Estatal de Planificación se transformó en el Consejo de Economía Nacional de la URSS. El mismo día, se formó un nuevo Gosplán dependiente del Consejo de Ministros sobre la base del Consejo Científico y Económico Estatal del Consejo de Ministros de la Unión Soviética.
Posteriormente, se cambió el nombre de Gosplán varias veces más, como se puede ver en la siguiente tabla. Al final del poder soviético, el 1 de abril de 1991, se transformó en el Ministerio de Economía y Previsión de la Unión Soviética, que fue abolido rápidamente el 14 de noviembre del mismo año debido al colapso real del estado.
La sede del Gosplán estaba en el mismo edificio que ahora alberga el Consejo Federal de la Duma Estatal de Rusia, en Moscú.

## Potestades
La tarea principal en todos los períodos de su existencia fue la planificación de la economía soviética, elaborando planes para el desarrollo del país para varios períodos.
- De conformidad con el artículo 49 de la Constitución de la RSFS de Rusia, adoptada por el V Congreso de los Sóviets de Todas las Rusias el 10 de julio de 1918 , el tema del Comité Ejecutivo Central de los Soviets de toda Rusia es: "j) Establecer las bases y el plan general para toda la economía nacional y sus sectores individuales en el territorio de la República Federativa Socialista Soviética de Rusia".[11]
- De conformidad con el artículo 1 de la Constitución de la Unión Soviética, adoptada por el II Congreso de los Sóviets de Toda la Unión el 31 de enero de 1924, se asignaron a las autoridades supremas de la URSS: “h) establecer las bases y el plan general para toda la economía nacional de la Unión, determinación de industrias y empresas industriales individuales de importancia para toda la Unión, conclusión de acuerdos de concesión, tanto para toda la unión como en nombre de las repúblicas de la unión”.[12]
- El artículo 14 de la Constitución de la Unión Soviética, aprobada por el VIII Congreso Extraordinario de Toda la Unión el 5 de diciembre de 1936, dispone que la URSS, representada por sus máximas autoridades y órganos de la administración estatal, tiene a su cargo: “ k) el establecimiento de los planes económicos nacionales de la URSS”, y el artículo 70 atribuía a la URSS los órganos gubernamentales de Planificación Estatal, el presidente del Comité Estatal de Planificación de la URSS era miembro del Consejo de Ministros de la URSS.[13]
- El artículo 16 de la Constitución de la Unión Soviética,[14] adoptada por el Sóviet Supremo de la URSS el 7 de octubre de 1977, destaca que siempre que la gestión de la "economía se realice sobre la base de planes estatales de desarrollo económico y social, teniendo en cuenta principios sectoriales y territoriales, con una combinación de gestión centralizada con independencia económica y la iniciativa de empresas, asociaciones y otras organizaciones". La jurisdicción de la Unión Soviética, representada por sus más altos órganos de poder y administración estatal, incluye: “5) perseguir una política socioeconómica unificada, administrar la economía del país: determinar las direcciones principales del progreso científico y tecnológico y las medidas generales para el racional uso y protección de los recursos naturales; desarrollo y aprobación de planes estatales para el desarrollo económico y social de la URSS, aprobación de informes sobre su implementación”, por parte de los sóviets (artículo 92). La aprobación de los planes estatales para el desarrollo económico y social de la URSS está a cargo del Sóviet Supremo de la Unión Soviética (artículo 108). El Consejo de Ministros de la URSS: “2) desarrolla y presenta al Sóviet Supremo los planes estatales actuales ya largo plazo para el desarrollo económico y social de la URSS, el presupuesto estatal de la URSS; toma medidas para implementar los planes y presupuestos estatales; presenta al Sóviet Supremo de la URSS informes sobre el cumplimiento de los planes y la ejecución del presupuesto” (artículo 131). No se menciona el Comité Estatal de Planificación de la URSS en esta Constitución.
- Por la Ley de la URSS n.º 2000-VI del 19 de diciembre de 1963, el Comité Estatal de Planificación de la URSS se transformó de un organismo de federal en un organismo más semiautónomo. La misma ley determinó que el presidente del Comité Estatal de Planificación es miembro del Consejo de Ministros de la URSS (artículo 70).
- La principal tarea del Comité Estatal de Planificación desde finales de los años 60 hasta su desaparición en 1991 fue: el desarrollo, de acuerdo con el Programa del Partido Comunista, las directivas del Comité Central del PCUS y las decisiones de la Consejo de Ministros, de planes económicos estatales que aseguren el desarrollo proporcional de la economía nacional de la URSS , el crecimiento continuo y el aumento de la eficiencia de la producción social para crear la base material y técnica del comunismo , mejorar constantemente el nivel de vida del pueblo y fortalecer la capacidad de defensa del país.

## Estructura administrativa
El aparato del Comité Estatal de Planificación de la URSS en la década de 1980 constaba de departamentos sectoriales (para industrias, agricultura, transporte, comercio, comercio exterior, cultura y educación, atención médica, vivienda y servicios comunales, servicios al consumidor para la población, etc.) y departamentos consolidados (el departamento consolidado del plan económico nacional, el departamento de planificación territorial y distribución de las fuerzas productivas, el departamento consolidado de inversiones de capital, el departamento consolidado de balances materiales y planes de distribución, el departamento del trabajo, el departamento de finanzas y costos, etc.
El Comité Estatal de Planificación de la URSS, dentro de los límites de su competencia, emitió resoluciones vinculantes para todos los ministerios, departamentos y otras organizaciones. Se le otorgó el derecho de involucrar a la Academia de Ciencias de la URSS , las academias de ciencias de las repúblicas de la unión, las academias de ciencias filiales, los institutos de investigación y diseño, el diseño y otras organizaciones e instituciones, así como científicos, especialistas y líderes individuales para el elaboración de proyectos de planes de producción.
La tarea de los departamentos era desarrollar, coordinar y enviar un plan de 5 años a los ministerios pertinentes. Estos eran los siguientes
Complejo de planificación económica nacional consolidada:
1) Departamento Consolidado de Planificación Económica Nacional
2) Departamento consolidado de planificación a largo plazo y análisis económico
3) Departamento consolidado de planificación científica y técnica
4) Departamento consolidado de balances de materia y ahorro de recursos
5) Departamento consolidado de inversiones de capital y saldos de capacidad de producción
6) Dirección consolidada de planificación territorial y colocación de fuerzas productivas
7) Departamento de Finanzas y Precios Consolidado
8) Departamento de protección ambiental
Complejo de desarrollo social:
1) Departamento consolidado de desarrollo social y trabajo
2) Departamento de Educación, Cultura y Salud
3) Departamento para el desarrollo de la base material de la esfera social y la construcción de viviendas.
4) Departamento consolidado de bienes de consumo, industria ligera, servicios y comercio
Complejo agroindustrial:
1) Departamento consolidado del complejo agroindustrial
2) Departamento para el desarrollo de la base material y técnica del complejo agroindustrial
Complejo de industrias de defensa:
1) Departamento consolidado del complejo de defensa.
2) Departamento de Inversiones de Capital y Desarrollo de Industrias de Defensa
3) Departamento de Ciencia y Tecnología. progreso de la defensa. industrias
4) Departamento de producción de productos de ingeniería.
5) Departamento de producción de productos de fabricación de instrumentos.
6) Departamento de material y técnico. abastecimiento y ahorro de recursos en defensa. industrias
7) Departamento de órganos administrativos
8) Departamento organizativo y técnico
9) Primer departamento
Complejo de construcción de máquinas:
1) Departamento consolidado del complejo de construcción de maquinaria.
2) Departamento de saldos de equipos
3) Departamento de progreso científico y tecnológico en ingeniería mecánica.
4) Departamento de inversión y desarrollo en ingeniería mecánica
5) Departamento de soporte de materiales y ahorro de recursos en ingeniería mecánica.
Complejo de combustible y energía:
1) Departamento consolidado Complejo de combustible y energía, balances y ahorro de recursos
2) Departamento de la industria del petróleo, gas y carbón
3) Departamento de Energía y Electrificación
4) Departamento de Geología
Complejo metalúrgico:
1) Departamento Consolidado del Complejo Metalúrgico
Complejo químico-forestal
1) Departamento Consolidado del Complejo Químico-Forestal
Complejo de transportes y comunicaciones:
1) Departamento Consolidado del Complejo de Transportes y Comunicaciones
Edificio complejo:
1) Departamento Consolidado del Complejo Constructor
2) Departamento de trabajo por contrato
3) Departamento de producción y balances de materiales y estructuras de construcción
Complejo de relaciones económicas exteriores:
1) Departamento consolidado de comercio exterior y relaciones económicas exteriores
2) Departamento de cooperación económica de la URSS con lo social. países
- Departamento de Energía y Electrificación
  - Subdivisión de Centrales Nucleares ( 1972 )
- Departamento de Geología y Recursos Minerales
- Departamento de Ingeniería de Automoción, Tractores y Agricultura
- Departamento de Actividades de las Partes Soviéticas de los Comités Permanentes del Consejo de Asistencia Económica Mutua
- Departamento de Industria de Combustibles
- Departamento de Construcción e Industria de la Construcción
- Departamento consolidado del complejo agroindustrial
- Departamento Consolidado del Plan Económico Nacional
- primer departamento

## Directores generales
| N.º | Director | Director            | Partido | Partido           | Periodo                                           |
| --- | -------- | ------------------- | ------- | ----------------- | ------------------------------------------------- |
| 1   |          | Gleb Krzhizhanovski |         | Partido Comunista | 13 de agosto de 1923 – 11 de diciembre de 1923    |
| 2   |          | Aleksandr Tsiurupa  |         | Partido Comunista | 11 de diciembre de 1923 – 18 de noviembre de 1925 |
| 3   |          | Gleb Krzhizhanovski |         | Partido Comunista | 18 de noviembre de 1925 – 10 de noviembre de 1930 |
| 4   |          | Valerián Kúibyshev  |         | Partido Comunista | 10 de noviembre de 1930 – 25 de abril de 1934     |
| 5   |          | Valeri Mezhlauk     |         | Partido Comunista | 25 de abril de 1934 – 25 de febrero de 1937       |
| 6   |          | Guennadi Smirnov    |         | Partido Comunista | 25 de febrero de 1937 – 17 de octubre de 1937     |
| 7   |          | Valeri Mezhlauk     |         | Partido Comunista | 17 de octubre de 1937 – 19 de enero de 1938       |
| 8   |          | Nikolái Voznesenski |         | Partido Comunista | 19 de enero de 1938 – 10 de marzo de 1941         |
| 9   |          | Maksim Sabúrov      |         | Partido Comunista | 10 de marzo de 1941 – 8 de diciembre de 1942      |
| 10  |          | Nikolái Voznesenski |         | Partido Comunista | 8 de diciembre de 1942 – 5 de marzo de 1949       |
| 11  |          | Maksim Sabúrov      |         | Partido Comunista | 5 de marzo de 1949 – 5 de marzo de 1953           |
| 12  |          | Grigori Kosiachenko |         | Partido Comunista | 5 de marzo de 1953 – 29 de junio de 1953          |
| 13  |          | Maksim Sabúrov      |         | Partido Comunista | 29 de junio de 1953 – 25 de mayo de 1955          |
| 14  |          | Nikolái Baibakov    |         | Partido Comunista | 25 de mayo de 1955 – 3 de mayo de 1957            |
| 15  |          | Iósif Kuzmin        |         | Partido Comunista | 10 de mayo de 1957 – 20 de marzo de 1959          |
| 16  |          | Alekséi Kosiguin    |         | Partido Comunista | 20 de marzo de 1959 – 4 de mayo de 1960           |
| 17  |          | Vladímir Nóvikov    |         | Partido Comunista | 4 de mayo de 1960 – 17 de julio de 1962           |
| 18  |          | Veniamín Dymshits   |         | Partido Comunista | 17 de julio de 1962 – 24 de noviembre de 1962     |
| 19  |          | Piótr Lomako        |         | Partido Comunista | 24 de noviembre de 1962 – 2 de octubre de 1965    |
| 20  |          | Nikolái Baibakov    |         | Partido Comunista | 2 de octubre de 1965 – 14 de octubre de 1985      |
| 21  |          | Nikolái Talyzin     |         | Partido Comunista | 14 de octubre de 1965 – 5 de febrero de 1988      |
| 22  |          | Yuri Masliukov      |         | Partido Comunista | 5 de febrero de 1988 – 16 de mayo de 1991         |